# Rudolf Beckmann
Rudolf Beckmann (Osnabrück, 20 febbraio 1910 – Campo di sterminio di Sobibór, 14 ottobre 1943) è stato un militare tedesco, noto per la sua partecipazione all'Aktion T4 (programma nazista di eutanasia) e all'Aktion Reinhardt, nome in codice dato al progetto di sterminio degli ebrei in Polonia.

## Biografia
Beckmann fu membro del Partito Nazionalsocialista Tedesco dei Lavoratori (tessera n° 305.721) e delle Schutzstaffel (SS). Cominciò ad operare presso i centri di sterminio di Grafeneck e di Hadamar nell'ambito dell'Aktion T4. In seguito fu trasferito al campo di sterminio di Sobibór, dove lavorò principalmente nel campo II come responsabile della baracca di smistamento e della gestione dei cavalli.
Al loro arrivo al campo, gli ebrei venivano costretti a spogliarsi nudi e a mettere da parte tutti i loro averi; coloro che non potevano camminare venivano portati via su dei carretti. Se tale processo avveniva troppo lentamente, i nazisti strappavano loro i vestiti con la forza. Venivano poi portati di fronte ad uno sportello, presso il quale stava l'SS-Oberscharführer Alfred Ittner, che aveva il compito di sequestrare alle vittime tutti i loro oggetti di valore. Infine gli ebrei finivano nelle camere a gas. I nazisti Walter Nowak e i fratelli Josef e Franz Wolf portavano i vestiti degli ebrei uccisi nelle vicine baracche di smistamento, coadiuvate da Beckmann e da Paul Groth. Tutto questo processo doveva avvenire ad un ritmo sostenuto, in modo che il gruppo successivo di ebrei potesse essere gasato nello stesso modo il più velocemente possibile.
Beckmann venne assassinato il 14 ottobre 1943 nella prima fase della rivolta di Sobibór, durante la quale i rivoltosi attirarono gli uomini delle SS in luoghi appartati e li uccisero di nascosto. L'uccisione di Beckmann doveva avvenire inizialmente nelle baracche adibite allo stoccaggio del campo II, ma mentre si stava recando sul posto, si voltò improvvisamente e fece ritorno al suo ufficio. Il prigioniero Chaim Engel si offrì volontario per uccidere Beckmann nel suo ufficio, dopo aver sentito discutere i pianificatori della rivolta riguardo al problema sorto. Engel, accompagnato da un kapo di nome Pozyczki, si diresse verso l'ufficio di Beckmann e lo pugnalò ripetutamente, esclamando "Per mio padre! Per mio fratello! Per tutti gli ebrei!". Nella colluttazione Beckmann riuscì a ferire Engel alla mano, ma alla fine soccombette. Il suo corpo fu nascosto sbrigativamente sotto la scrivania.

## Nella cultura di massa
Nel film per la televisione del 1987 Fuga da Sobibor, Beckmann fu interpretato dall'attore Hugo Bower, mentre in quello russo del 2018, Sobibor - La grande fuga, fu impersonato dall'attore tedesco Dirk Martens.